# Josefine Gadgaard
Josefine Jakobsen Gadgaard (* 12. Juli 1994) ist eine dänische Handballspielerin, die für die grönländische Nationalmannschaft aufläuft.

## Karriere

### Im Verein
Gadgaard begann das Handballspielen im Jahr 1999 beim dänischen Verein Ringkøbing Håndbold. Nachdem Gadgaard zwischen 2009 und 2011 für Tarm-Foersum GF aufgelaufen war, kehrte sie in die Jugendabteilung von Ringkøbing Håndbold zurück. Im Alter von 17 Jahren und anderthalb Monaten gab sie ihr Debüt in der Damenmannschaft von Ringkøbing Håndbold. In der Spielzeit 2013/14 lief die Rückraumspielerin für Viby IF auf. Daraufhin schloss sie sich Skanderborg Håndbold. Da sie dort aufgrund der starken Konkurrenz auf ihrer Position nur wenige Spielanteile erhalten hatte, wechselte sie im November 2014 zu ihrem ehemaligen Verein Tarm-Foersum GF. Zwischen 2015 und 2019 lief sie für Odder Håndbold auf.
Gadgaard nahm nach ihrem absolvierten Lehramtsstudium eine Stelle in Nuuk auf Grönland an. Über einen Arbeitskollegen schloss sie sich der Handballmannschaft von GSS Nuuk an. Mit GSS Nuuk gewann sie im Mai 2021 die grönländische Meisterschaft. Im Jahr 2021 wechselte sie zum dänischen Drittligisten Ejstrup/Hærvejens. Mit Ejstrup/Hærvejens stieg sie ein Jahr später in die zweithöchste dänische Spielklasse auf.

### In Auswahlmannschaften
Gadgaard, die die dänische Staatsbürgerschaft besitzt, erhielt nach einem zweijährigen Aufenthalt auf Grönland mit fester Anstellung die Berechtigung für die grönländische Nationalmannschaft auflaufen zu dürfen. Sie nahm mit der grönländischen Nationalmannschaft an der nordamerikanischen und karibischen Meisterschaft 2021 teil und beendete das Turnier auf dem zweiten Platz. Sie erzielte im Turnierverlauf zehn Treffer und wurde am Turnierende in das All-Star-Team berufen. Bei der nächsten Austragung der nordamerikanischen und karibischen Meisterschaft im Jahre 2023 gewann sie den Wettbewerb. Beim 17:15-Finalerfolg über Kanada erzielte Gadgaard sechs Treffer. Gadgaard nahm an der Weltmeisterschaft 2023 teil, bei der sie sieben Treffer erzielte.